# Šibenice Montfaucon

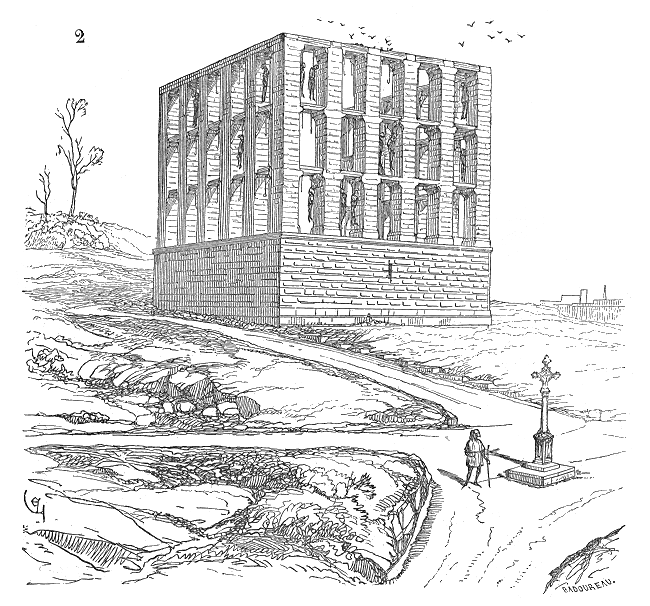
Nákres šibenice

Šibenice Montfaucon (francouzsky Gibet de Montfaucon) byla hlavní královská šibenice ve Francii. Stála na kopci severovýchodně od středověké Paříže za městskými hradbami v prostoru vymezeném dnešním kanálem Saint-Martin a ulicemi Rue des Écluses-Saint-Martin, Rue Louis-Blanc a Rue de la Grange-aux-Belles, která byla tehdy cestou do Meaux. Dnes tudy probíhá hranice 10. a 19. obvodu. Šibenice Montfaucon byla vyhrazena pro pachatele, kteří byli odsouzeni za zločiny proti králi a státu. Běžní zločinci byli věšeni na šibenici Montigny. Jednalo se o třípatrovou kamennou stavbu, kde bylo možno oběsit až 50 osob najednou. Horní patra byla vyhrazena pro osoby šlechtického původu. Šibenice získala svůj název podle návrší, na kterém byla postavena. Kopec (fr. Mont) kdysi patřil hraběti jménem Faucon a tím vzniklo místní jméno Montfaucon.

## Historie
Na tomto místě stála pravděpodobně šibenice starší, dřevěná již ve 13. století. Šibenice byla postavena v roce 1315 u příležitosti popravy královského pokladníka Enguerranda de Marigny. Základy samotné šibenice tvořila kamenná stavba dlouhá 12-14 metrů, široká 10-12 m a vysoká 4-6 m, na kterou se vstupovalo po rampě. Na této základně stálo 16 kamenných pilířů vysokých asi 10 metrů, které byly vzájemně spojeny dřevěnými trámy s oprátkami, na které se zavěšovali odsouzení. Najednou mohlo být popraveno až 50 osob. V základech šibenice byl sklepní prostor, kam byly otvorem vhazovány pozůstatky popravených. Sem byly sváženy i pozůstatky odsouzenců z jiných šibenic v Paříži.
Poslední popravy se zde konaly kolem roku 1629 a poté byla šibenice Montfaucon opuštěna. Její okolí bylo postupně integrováno do rozrůstajícího se města. V roce 1760 byla zbořena a přestavěna jako jednoduchý symbol. Už se zde sice žádné popravy nekonaly, ale byly zde stále pohřbíváni odsouzenci z jiných pařížských popravišť. 21. ledna 1790 byly strženy i zbývající pilíře a dnes se zde již žádné pozůstatky šibenice nenacházejí.

## Popravení
Mezi nejvýznamnější osoby popravené na této šibenici patřilo i několik předchůdců francouzských ministrů financí:
- 30. června 1278 – Petr z La Brosse, komorník a favorit Filipa III.
- 30. dubna 1315: Enguerrand z Marigny, pokladník Filipa IV.
- 1322: Giraud Gayte, pokladník Ludvíka X. a Filipa V.
- 25. dubna 1328: Petr z Rémy, pokladník Karla IV.
- 1378: Jacques de Rue, komoří Karla II. Navarrského
- 1378: Pierre du Tertre, tajemník Karla II. Navarrského
- 17. října 1409: Jan z Montaigu, dozorce financí Karla VI.
- 21. května 1484: Olivier le Daim, důvěrník Ludvíka XI.
- 12. srpna 1527: Jacques de Beaune, baron de Semblançay, dozorce financí Františka I.
- 1572 po bartolomějské noci zde bylo pověšeno tělo admirála Gasparda de Coligny